# Jesús Olmo Lozano
Jesús Olmo Lozano, född 24 januari 1985 i Barcelona, är en spansk fotbollsspelare. Han spelar som mittback i CE Sabadell.
Han påbörjade sin karriär med att spela för Penya Barcelonista Trinitat Vella och tillbringar för närvarande större delen av sin tid med FC Barcelonas andralag. 20 maj 2006 gjorde han sin debut för FC Barcelonas seniorlag i en match mot Athletic Bilbao, på grund av den höga frånvaron av flera av Barcelonas största stjärnor före Världsmästerskapet i fotboll 2006. Under säsongen 2006/2007 deltog Olmo i fem matcher för senirorlaget.